# 李康雨
李 康雨（イ・ガンウ、朝鮮語: 이강우、1889年 - 没年不詳）は、日本統治時代の朝鮮の独立運動家、教員、大韓民国の政治家。制憲韓国国会議員。

## 経歴
慶尚南道晋州出身。私立サンギ高等測量学校鉱山科、漢城官立外国語学校卒。普成専門学校（現・高麗大学校）法科在学中は反日演説を行い逮捕されたが、途中脱出して中国に亡命した。その後は日本に渡り、日本大学法科に入学した。在学中の1919年3月初、晋州で金在華らと共に独立万歳デモを計画した。独立宣言文と教諭文の印刷、太極旗の製作と民衆への配布を事前に行った上、3月18日の晋州市の日に市場に集まった群衆を糾合し、独立万歳デモを実施した。後に逮捕され、保安法と出版法違反により懲役1年6か月の有期刑を受け、しばらく監獄で過ごした後、日本大学に復学した。卒業後は帰国し、1923年9月の関東大震災で被害を受けた在日震災同胞救済会発起会幹事長を務めた。1925年1月、慶尚南道庁移転防止運動の朝鮮人代表に選出された。1926年から1928年までは晋州公立高等普通学校教員、1932年から1934年までは大渚普通学校教員、1935年からは酒村普通学校教員、晋州市立勤労学院長を歴任した。解放後は1948年の初代総選挙では晋州選挙区から無所属で出馬し当選し、同年6月に憲法および政府組織法起草委員を務め、同月より国会常任委員会の内務治安委員会に所属した。1949年6月、駐韓米国軍事顧問団の設置を歓迎する声明に加わり、その後は10月27日に発生したパルチザンによる晋州郡庁襲撃事件の国会調査委員に委嘱され、本会議で調査内容について報告した。1949年12月の一民倶楽部、新正会、大韓労農党、無所属の4派合同による大韓国民党発足時は無所属議員として参加した。1950年1月、責任内閣制への改正を盛り込んだ憲法改正案を発議し、主導的に改憲を推進した。同年3月に弾劾予備裁判官に当選した。
朝鮮戦争時に北朝鮮に拉致され、1954年ごろは黄海道の遂安牧場で働いており、1956年7月に在北平和統一促進協議会中央委員に召喚された。1958年には義州郡で農業協同組合員を務めた形跡がある。以降の消息、没年ともに不明。
1990年に建国勲章愛族章が追叙された。